# Antetonitrus ingenipes
Antetonitrus ingenipes és una espècie de dinosaure sauròpode que va viure en el Triàsic superior en el que actualment és el sud d'Àfrica. Era un herbívor quadrúpede, com molts dels seus parents més tardans, tot i que era molt més petit que alguns d'ells. L'Antetonitrus fou l'animal més gran en el seu entorn, arribant a fer 10 metres de longitud i a pesar més de dues tones, però encara presentava algunes adaptacions primitives per a utilitzar les potes anteriors per a aferrar-se, en comptes de per a únicament suportar el pes.